# Ronde van Spanje 2014/Vierde etappe
De vierde etappe van de Ronde van Spanje 2014 werd gereden op 26 augustus 2014. Het was een heuvelrit van 172,6 km van Mairena del Alcor naar Córdoba. Ze werd gewonnen door de Duitser John Degenkolb.

## Rituitslag
Vier renners ontsnapten, maar raakten niet verder dan vier minuten. Op de eerste beklimming van de dag zorgde de hitte ervoor dat grote namen als Peter Sagan en Tom Boonen al vroeg moesten afhaken. Vooraan kreeg Jimmy Engoulvent het gezelschap van Amets Txurruka. Maar vlak voor de Alto del Catorce, een col van tweede categorie met stijgingspercentages tot 16%, was het ook voor hen gedaan.
In de afdaling viel Alejandro Valverde aan en bouwde met drie anderen een voorsprong  van 20 seconden uit. Maar ook hij hield geen stand. Het werd een sprint met een uitgedund peloton, waarin John Degenkolb de zege wist te behalen.

## Uitslagen
| Rituitslag |                     |                         |          |
| Plaats     | Naam                | Ploeg                   | Tijd     |
| Winnaar    | John Degenkolb      | Team Giant-Shimano      | 4u02'55" |
| 2          | Vicente Reynes Mimo | IAM Cycling             | z.t.     |
| 3          | Michael Matthews    | Orica GreenEDGE         | z.t.     |
| 4          | Damiano Caruso      | Cannondale              | z.t.     |
| 5          | Daniel Martin       | Garmin Sharp            | z.t.     |
| 6          | Aleksandr Kolobnev  | Team Katjoesja          | z.t.     |
| 7          | Lloyd Mondory       | Team Katjoesja          | z.t.     |
| 8          | Valerio Conti       | Lampre-Merida           | z.t.     |
| 9          | Bob Jungels         | Trek Factory Racing     | z.t.     |
| 10         | Fabio Aru           | Astana Pro Team         | z.t.     |
|            |                     |                         |          |
| 11         | Pieter Serry        | Omega Pharma-Quick-Step | z.t.     |
| 27         | Wilco Kelderman     | Belkin-Pro Cycling Team | z.t.     |

| Algemeen Klassement |                    |                         |           |
| Plaats              | Naam               | Ploeg                   | Tijd      |
| Rode trui           | Michael Matthews   | Orica GreenEDGE         | 13u30'44" |
| 2                   | Nairo Quintana     | Team Movistar           | + 8"      |
| 3                   | Alejandro Valverde | Team Movistar           | + 15"     |
| 4                   | Rigoberto Urán     | Omega Pharma-Quick-Step | + 19"     |
| 5                   | Damiano Caruso     | Cannondale              | + 21"     |
| 6                   | Esteban Chaves     | Orica GreenEDGE         | z.t.      |
| 7                   | George Bennett     | Cannondale              | + 24"     |
| 8                   | Haimar Zubeldia    | Trek Factory Racing     | z.t.      |
| 9                   | Alberto Contador   | Tinkoff-Saxo            | + 27"     |
| 10                  | Wilco Kelderman    | Belkin-Pro Cycling Team | z.t.      |
|                     |                    |                         |           |
| 27                  | Pieter Serry       | Omega Pharma-Quick-Step | + 49"     |

| Puntenklassement |                  |                         |        |
| Plaats           | Naam             | Ploeg                   | Punten |
| Groene trui      | Michael Matthews | Orica GreenEDGE         | 45     |
| 2                | John Degenkolb   | Team Giant-Shimano      | 45     |
| 3                | Nacer Bouhanni   | FDJ.fr                  | 33     |
|                  |                  |                         |        |
| 11               | Wilco Kelderman  | Belkin-Pro Cycling Team | 14     |
| 12               | Jasper Stuyven   | Trek Factory Racing     | 14     |

| Bergklassement        |               |                        |        |
| Plaats                | Naam          | Ploeg                  | Punten |
| Bolletjestrui (blauw) | Lluís Mas     | Caja Rural-Seguros RGA | 9      |
| 2                     | Jérôme Cousin | Team Europcar          | 9      |
| 3                     | Danilo Wyss   | BMC Racing Team        | 6      |

1e etappe ·
2e etappe ·
3e etappe ·
4e etappe ·
5e etappe ·
6e etappe ·
7e etappe ·
8e etappe ·
9e etappe ·
10e etappe ·
11e etappe ·
12e etappe ·
13e etappe ·
14e etappe ·
15e etappe ·
16e etappe ·
17e etappe ·
18e etappe ·
19e etappe ·
20e etappe ·
21e etappe
Startlijst · Eindstanden · Afbeeldingen